# Harry Potter et la Coupe de feu
Cet article concerne le livre. Pour l'article sur le film, voir Harry Potter et la Coupe de feu. Pour l'article sur le jeu vidéo, voir Harry Potter et la Coupe de feu.
Harry Potter et la Coupe de feu (Harry Potter and the Goblet of Fire) est le quatrième roman de la série littéraire centrée sur le personnage de Harry Potter créé par J. K. Rowling. Il a été publié le 29 novembre 2000 en France.
Juste avant d'assister à la coupe du Monde de Quidditch opposant les équipes d'Irlande et de Bulgarie, Harry Potter fait un rêve étrange dans lequel il est témoin du meurtre d'un vieux jardinier moldu par Voldemort, alors que le jardinier surprenait une conversation au sujet de Harry. Au camping de la coupe du Monde, juste après le match, des mangemorts font irruption en pleine nuit et provoquent la panique parmi les supporters, en faisant apparaître la Marque des Ténèbres dans le ciel, et annonçant le retour du mage noir. Harry passe le reste des vacances d'été au Terrier sous haute surveillance, et entame une nouvelle année à Poudlard, annoncée comme une véritable année de compétition. En effet, l'école accueille exceptionnellement un grand évènement : le Tournoi des Trois Sorciers. À cette occasion, Poudlard accueille également des délégations de deux autres écoles de magie : celles de Durmstrang et de Beauxbâtons. Contre toute attente, alors que les trois champions sont choisis par la Coupe de feu (Viktor Krum pour Durmstrang, Fleur Delacour pour Beauxbâtons et Cedric Diggory pour Poudlard), un deuxième champion de Poudlard est désigné, et il s'agit de Harry Potter.

## Résumé

### Le vieux moldu et la Coupe du monde

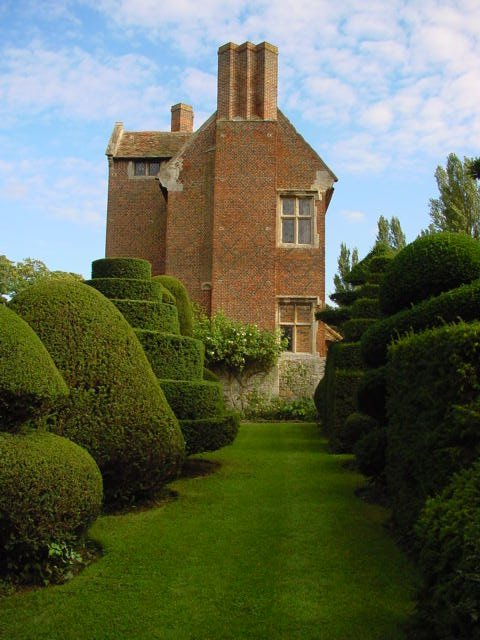
Face Nord-Ouest de la maison des Jedusor représentée dans le quatrième film (manoir de, dans le Comté d'Oxford).

De mystérieux meurtres ont été perpétrés dans la maison des Jedusor il y a cinquante ans. Franck Bryce, un vieil homme moldu qui continue à entretenir le jardin de la demeure, avait été accusé de ces meurtres puis relâché faute de preuves. La maison des Jedusor, quant à elle, s'est dégradée par manque d'entretien. Un soir, Frank surprend une sinistre réunion entre Voldemort et Peter Pettigrow. Il est assassiné alors qu'il espionne Voldemort et entend de vagues fragments d'informations. Harry se réveille après avoir vu la scène de l'assassinat dans son cauchemar et sa cicatrice le brûle. Il décide d'écrire une lettre à Sirius Black, son parrain, pour l’en avertir.
Les Dursley reçoivent une lettre de Mrs Weasley qui invite Harry à rester au Terrier pour le reste des vacances et à assister à la finale de la Coupe du monde de Quidditch qui opposera l'Irlande à la Bulgarie. Les Weasley arrivent à Privet Drive en utilisant la Poudre de cheminette et ont la mauvaise surprise de rester bloqués dans la cheminée condamnée des Dursley. M. Weasley fait exploser le mur qui ferme la cheminée et charge Fred ou George d'escorter Harry jusqu'au Terrier par le Réseau de cheminées. Juste au moment où Harry disparaît, Dudley mange un bonbon magique laissé volontairement derrière par Fred et sa langue enfle démesurément. Mr Weasley répare les dégâts tandis que l'oncle Vernon commence à leur jeter des objets à la figure.
Au Terrier, la maison de la famille Weasley, Harry rencontre pour la première fois les aînés des enfants Weasley, Bill et Charlie. M. Weasley est furieux contre les jumeaux Fred et George à cause de la farce faite au cousin de Harry. Il menace d'en parler à leur mère, mais lorsque celle-ci arrive dans la pièce, avec Ginny et Hermione Granger, il renonce à mettre sa menace à exécution car il sait que le sujet des plaisanteries des jumeaux est déjà suffisamment houleux avec son épouse. Dans l'une des chambres, Ron et Ginny expliquent à Harry ce que sont les Farces pour sorciers facétieux : des produits que les jumeaux ont conçus et qui sont destinés à être commercialisés. Mme Weasley a trouvé leurs bons de commande dans leur chambre et les a détruits, furieuse qu'ils n'aient pas obtenu autant de BUSE qu'elle l'aurait voulu et parce qu'ils ne souhaitent pas entrer au ministère de la Magie comme leur frère aîné Percy. Elle est convaincue qu'ils n'ont aucune ambition, alors que Fred et George ont déjà pour projet d'ouvrir leur propre boutique de farces et attrapes.
Un matin d'été, Arthur Weasley emmène Harry, Hermione, les Weasley et les Diggory sur la colline de Têtafouine et leur explique comment se servir d'un portoloin. Tous se regroupent ainsi autour d'une vieille botte, qui est alors le portoloin désigné pour se rendre directement à l'endroit où a lieu la finale de la Coupe du monde de Quidditch.
Harry, Hermione et les deux familles arrivent au campement du tournoi et installent leurs tentes. Pendant une promenade avant le match, ils rencontrent Ludo Verpey (avec qui Fred et George font des paris sur le match), qui discutait avec Barty Croupton. L'excitation monte au fur et à mesure que l'heure du match approche. En s'installant dans le stade, Harry rencontre Winky (l'elfe de maison de Barty Croupton), les Malefoy et M. Oblansk (le ministre bulgare de la magie). Le spectacle d'ouverture est réalisé par les mascottes irlandaises et bulgares. Il est suivi par la présentation des équipes et le match en lui-même. L'Irlande mène rapidement et gagne malgré les fautes répétées des joueurs bulgares et le fait que Viktor Krum, l'attrapeur bulgare, ait attrapé le Vif d'or (trop tôt). Fred et George ont gagné leur pari avec Verpey.
Des Mangemorts font irruption au campement au milieu de la nuit et provoquent la panique, tandis que des sorciers du ministère tentent de les arrêter. Harry, Ron et Hermione se réfugient dans la forêt toute proche et rencontrent Drago Malefoy. Un peu plus tard, Harry se rend compte qu'il n'a plus sa baguette. Ils croisent ensuite Verpey, entendent du bruit dans la forêt et aperçoivent la Marque des Ténèbres. Les sorciers du ministère arrivent au même instant, lancent des sortilèges de stupéfixion dans toutes les directions, atteignent l'elfe Winky qu'ils accusent alors d'avoir lancé la Marque des Ténèbres, bien qu'ils comprennent rapidement que cela soit improbable.
Harry, Hermione et les Weasley utilisent le Portoloin pour rentrer au Terrier et Harry parle de son rêve à Ron et Hermione. Le trio se prépare à partir pour commencer leur quatrième année à Poudlard. Mrs Weasley accompagne tout le monde à la gare en taxis moldus pour plus de sécurité. Le trio retrouve dans le Poudlard Express de vieux amis et de vieux ennemis, notamment Drago Malefoy qui, par ses moqueries envers Ron, laisse sous-entendre la préparation d'un évènement majeur qui se déroulera à Poudlard : le Tournoi des Trois Sorciers.

### Un grand tournoi à Poudlard

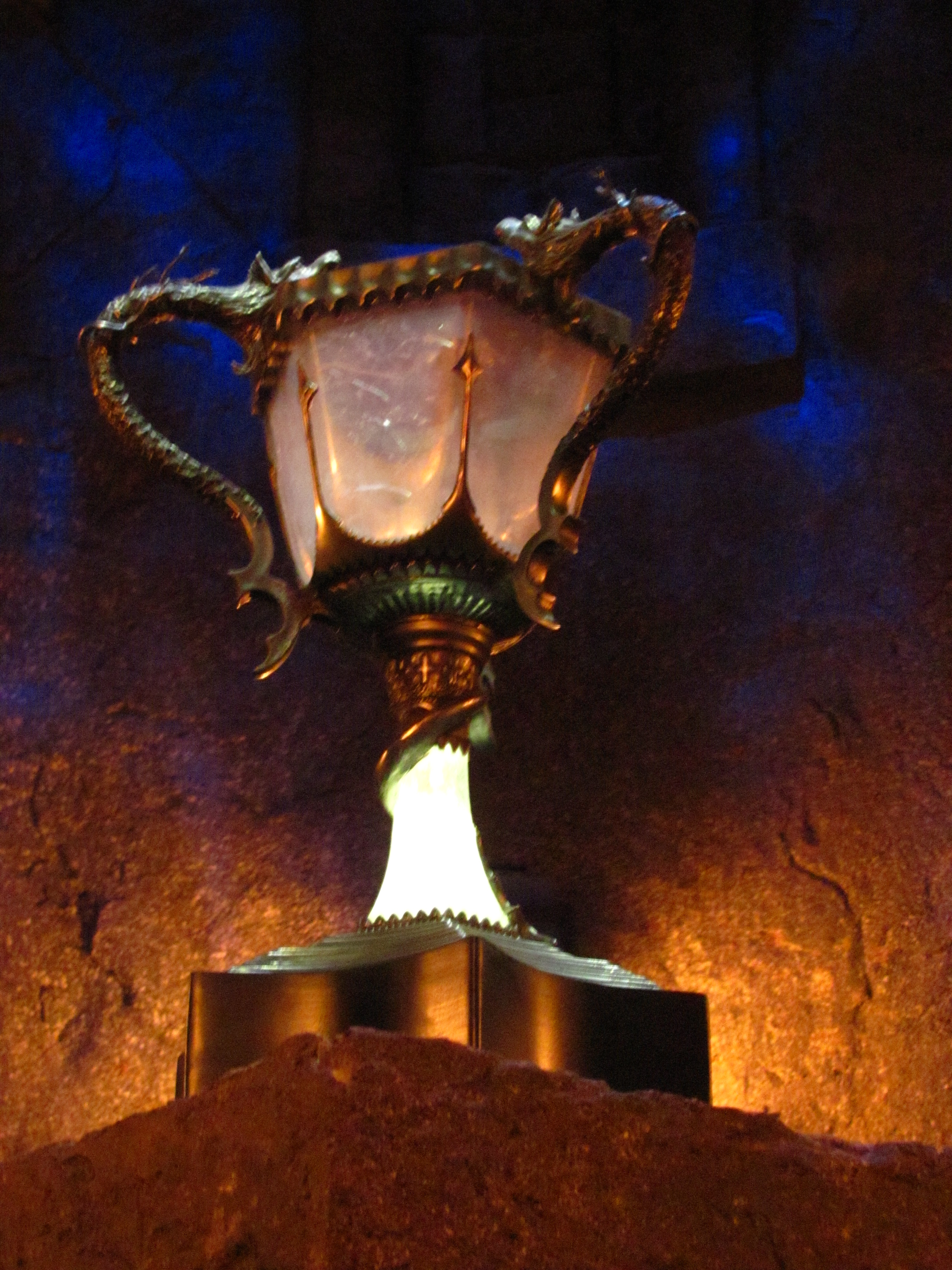
Le trophée des Trois Sorciers matérialisé pour le film.

Le professeur Dumbledore annonce dès le banquet de début d'année qu'une nouvelle édition du Tournoi des Trois Sorciers va se dérouler cette année à Poudlard et que le professeur Maugrey Fol Œil sera le nouveau professeur de défense contre les forces du mal. Au programme scolaire : recueillement de pus de Bubobulb en cours de botanique, découverte des Scroutts à pétard en soins aux créatures magiques avec Hagrid et étude de l'astrologie en divination. Un jour, Maugrey, après avoir vu Malefoy s'en prendre à Harry, le métamorphose en fouine et le fait rebondir autour du hall d'entrée jusqu'à ce que le professeur McGonagall intervienne. Durant le premier cours de défense contre les forces du mal, Maugrey Fol Œil fait découvrir aux élèves les trois Sortilèges Impardonnables. Le premier est le sortilège de l’Impérium qui soumet la victime par la force à sa volonté, et le professeur leur fait même subir un exercice pratique pour les entraîner à résister. Le deuxième est le sortilège Doloris : il inflige une douleur terrible à la personne qui le subit. Le dernier est l'Avada Kedavra, le sortilège de la mort. Il permet de tuer d'un éclair vert sans laisser de trace. Maugrey Fol Œil fait une démonstration de ces deux derniers sortilèges uniquement sur de grosses araignées qui lui servent de cobayes.
Harry envoie un hibou à Sirius pour lui dire que tout va bien. En défense contre les forces du mal, seul Harry réussit à résister au sortilège de l’Impérium. La quantité de devoirs s'accroît. En octobre, Poudlard accueille les délégations étrangères pour le Tournoi : l'institut Durmstrang et l'Académie de Magie de Beauxbâtons. Les élèves de Beauxbâtons arrivent en carrosse volant et ceux de Durmstrang en vaisseau maritime (qui émerge de la surface du lac). Les élèves se rendent compte que Viktor Krum, l'attrapeur de l'équipe nationale de Quidditch de Bulgarie, fait partie de la délégation de Durmstrang. Des informations sont ensuite données sur le déroulement et le règlement du Tournoi des trois sorciers, qui dispose entre autres qu'aucun élève de moins de dix-sept ans n'est en droit de s'inscrire. Fred et George fabriquent une potion de vieillissement mais échouent dans leur tentative de tromper la Coupe de feu. Harry, Ron et Hermione rendent visite à Hagrid et découvrent qu'il est tombé sous le charme de Madame Maxime, la demi-géante et directrice de Beauxbâtons. Après la fête de Halloween, la Coupe de feu choisit les champions : Viktor Krum pour Durmstrang, Fleur Delacour pour Beauxbâtons, Cedric Diggory pour Poudlard, et un quatrième champion inattendu, Harry Potter. Les juges du tournoi essaient de déterminer comment Harry a pu être sélectionné. Celui-ci n'a pas l'âge minimum pour participer et selon les règles et la tradition, la Coupe n'aurait dû sélectionner que trois sorciers. La décision de la coupe est souveraine et ils finissent donc par accepter ce fait. La majorité (y compris Ron) pense que Harry a mis lui-même son nom dans la Coupe. Hermione essaie d'aider Harry et le persuade d'écrire à Sirius. Les autres maisons de Poudlard, y compris celle de Gryffondor, ne montrent plus aucune amitié envers Harry mais celui-ci trouve un autre réconfort auprès de Hagrid et de Sirius.
Un élève vient chercher Harry en cours de potions pour l'examen des baguettes avant le début des épreuves du tournoi. Il fait la rencontre de Rita Skeeter, une journaliste de la Gazette du Sorcier, qui médiatise l'événement. Rita Skeeter attise les tensions et les moqueries des élèves envers Harry et trouve même que Hermione Granger représente une petite amie idéale pour Harry. Hermione échoue dans sa tentative de réconcilier ses deux meilleurs amis. Pour se changer les idées, Harry se cache sous sa cape d'invisibilité pour accompagner Hermione à Pré-au-Lard, mais se rend compte que Maugrey parvient à le voir à travers la cape. Au pub des Trois Balais, Hagrid demande à Harry de venir le voir à minuit. Il lui révèle alors que la première tâche consistera à affronter un dragon. Sirius donne quelques avertissements à Harry lorsqu'il communique avec lui par la cheminée de la salle commune de Gryffondor.
Harry, avec l'aide d'Hermione, tente sans succès de trouver un sort utilisable contre les dragons. Par fair-play, il prévient Cedric Diggory de ce qui les attend. Maugrey donne alors un indice supplémentaire à Harry et Hermione l'aide à produire un sortilège d'attraction pour faire venir son balai jusqu'à lui le jour de l'épreuve et pouvoir esquiver le dragon. Chaque champion réussit l'épreuve, qui consiste à récupérer un œuf d'or gardé par chaque créature, mais Harry est le plus rapide. Ron et Harry se réconcilient et Verpey annonce aux champions que l'indice pour la deuxième tâche se trouve dans l’œuf doré qu'ils ont chacun récupéré. Une fête surprise est organisée pour Harry dans la salle commune de Gryffondor. Il y ouvre l’œuf mais le son qui en ressort est inintelligible. En cours de soins aux créatures magiques, les Scroutts à pétard refusent d'hiberner et Rita Skeeter prend rendez-vous avec Hagrid pour une interview.

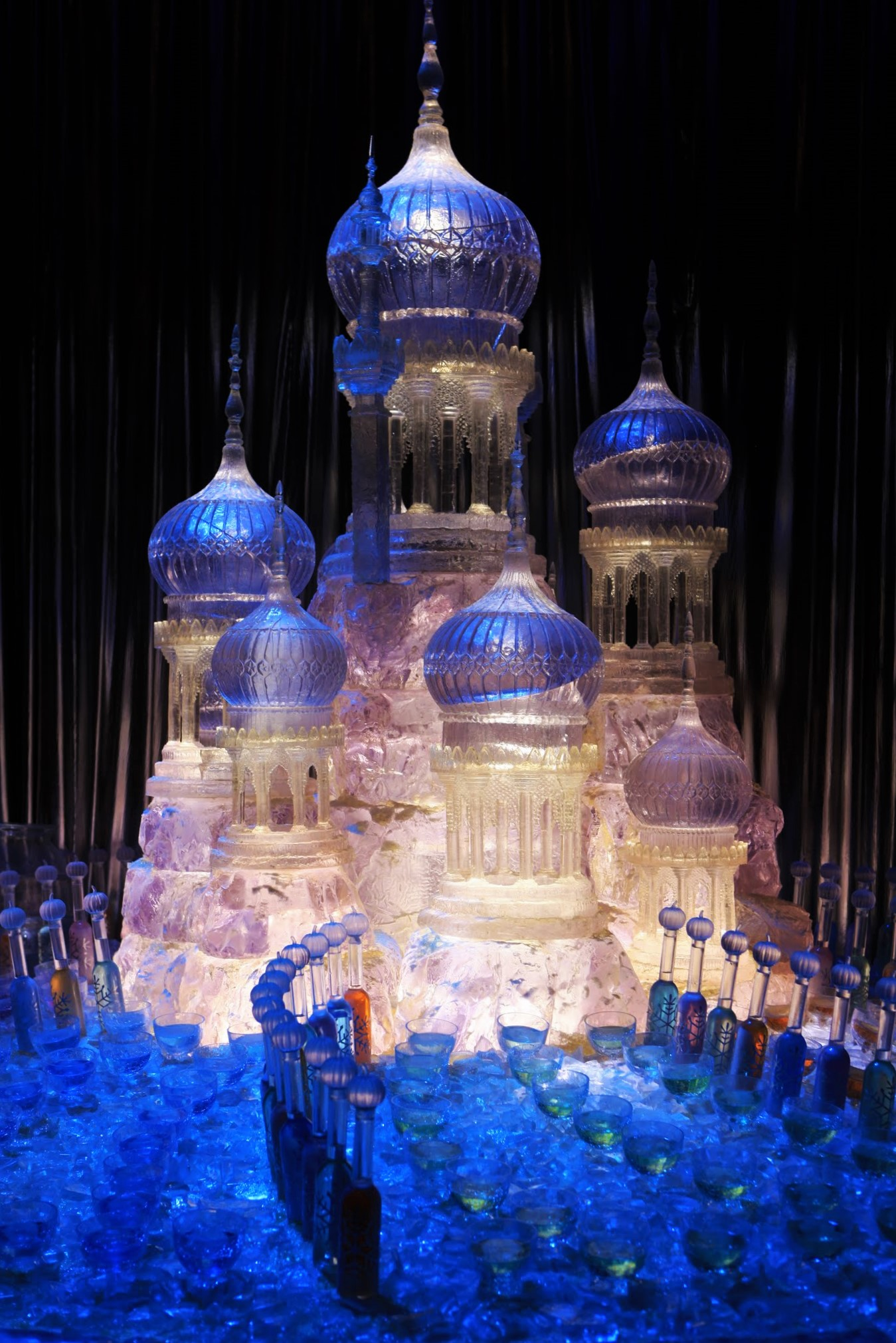
Décorations du Bal de Noël pour le film Harry Potter et la Coupe de feu.

Le bal de Noël est annoncé et Harry apprend qu'il est censé avoir une partenaire pour ouvrir le bal avec les autres champions. Harry essaie de trouver le courage d'inviter Cho Chang, l'attrapeuse de l'équipe de Serdaigle, mais elle est déjà retenue par Cedric Diggory. Finalement, Harry invite Parvati Patil. Lors du bal, les émotions sont exacerbées et Ron se met en colère contre Hermione pour avoir accepté l'invitation de Viktor Krum. Rita Skeeter publie un article diffamatoire sur Hagrid. Celui-ci préfère alors démissionner et se fait remplacer momentanément à son poste d'enseignant. Harry, Ron et Hermione essaient sans succès de lui rendre visite. Ils rencontrent Ludo Verpey à Pré-au-Lard. Verpey propose son aide à Harry pour gagner le tournoi mais celui-ci refuse. Le trio retrouve Dumbledore chez Hagrid et ils convainquent ensemble Hagrid de reprendre le travail. Harry, suivant le conseil de Cedric, tente de résoudre l'énigme de l’œuf dans la salle de bain des préfets avec l'aide de Mimi Geignarde. Il voit alors Croupton sur la carte du maraudeur et en essayant de le retrouver sous sa cape d'invisibilité, se coince le pied dans une marche d'escalier. Severus Rogue, qui fait sa ronde dans les couloirs, devine sa présence mais n'a pas le temps de le trouver car Maugrey lui vient en aide et parvient à éloigner Rogue. Maugrey souhaite néanmoins lui emprunter sa carte et Harry accepte de la lui prêter.
Harry, Ron et Hermione discutent de la situation durant le cours de sortilèges et réfléchissent à des solutions pour la deuxième tâche du tournoi. Hagrid reprend son poste. Harry continue de rechercher des sorts pendant la nuit précédant l'épreuve et est réveillé par Dobby qui lui donne de la branchiflore pour qu'il puisse respirer sous l'eau. Harry réalise alors qu'il doit plonger dans les profondeurs du lac de Poudlard pour reprendre aux Êtres de l'eau ce qui lui a été pris, à lui comme pour chaque champion. Après avoir avalé la branchiflore, Harry évolue très facilement sous l'eau et sauve Ron. Ne voyant pas apparaître Fleur Delacour, il sauve également la sœur de celle-ci. Il se retrouve au coude à coude avec Krum en termes de points. Ron devient une célébrité, Skeeter écrit un article sur la prétendue vie amoureuse entre Harry et Hermione que le professeur Rogue se fait un plaisir de lire à haute voix devant toute la classe. Un peu plus tard, Harry surprend une conversation entre Rogue et Igor Karkaroff, le directeur de Durmstrang, au sujet de la marque des ténèbres et de Voldemort. Harry, Ron et Hermione rencontrent Sirius à l'écart de Pré-au-Lard et apprennent que le fils de Barty Croupton est apparemment mort durant un séjour à Azkaban, la prison des sorciers d'Angleterre.
Harry, Ron et Hermione se rendent aux cuisines et Hermione est bouleversée par la situation de l'elfe Winky qui, comme tous les elfes de maison, travaille sans le moindre salaire, mais qui de plus, semble visiblement déprimée. Elle s'engage pour le « Front de Libération des Elfes de Maison ». Harry envoie de la nourriture par hibou à Sirius et Hermione reçoit des lettres de menace. Hagrid fait étudier les Niffleurs en classe de soins aux créatures magiques. Harry apprend qu'un labyrinthe attend les champions pour la troisième tâche. Viktor Krum interroge Harry sur la nature de ses relations avec Hermione, tandis que Croupton apparaît subitement, ensanglanté, l'allure désordonnée et s'exprimant de manière incohérente. Harry quitte Krum pour aller chercher Dumbledore et le prévenir mais pendant ce temps, Croupton semble avoir attaqué Krum et s'être enfui. Harry se prépare pour la troisième tâche et rêve de Voldemort durant cours de divination. Il préfère parler de son rêve au professeur Dumbledore. Harry, seul dans le bureau du directeur en l’attendant, voit des fragments de souvenirs du vieil homme dans la Pensine laissée en évidence : Igor Karkaroff donnant des éléments de preuves contre les Mangemorts devant un tribunal et la condamnation de Bartemius Croupton Junior à Azkaban. Dumbledore revient dans le bureau et extirpe Harry de ses souvenirs. Harry raconte alors son rêve à Dumbledore qui spécule sur sa signification.
Rita Skeeter écrit un autre article sur Harry. Hermione, de son côté, comprend comment la journaliste a obtenu toutes ses informations et décide de la piéger. Tout le monde se rassemble pour assister à la troisième et ultime tâche du tournoi. Les quatre champions entrent dans le labyrinthe où des épreuves les attendent avant de pouvoir trouver le trophée placé en son centre. Fleur Delacour crie soudainement et Viktor Krum semble s'attaquer à Cedric Diggory. Harry résout l'énigme d'un sphinx mais est ensuite attaqué par une araignée géante. Harry et Cedric, arrivés tout près du trophée, se mettent d'accord pour le saisir en même temps, ce qui ferait d'eux les gagnants ex æquo.

### Le retour de Voldemort

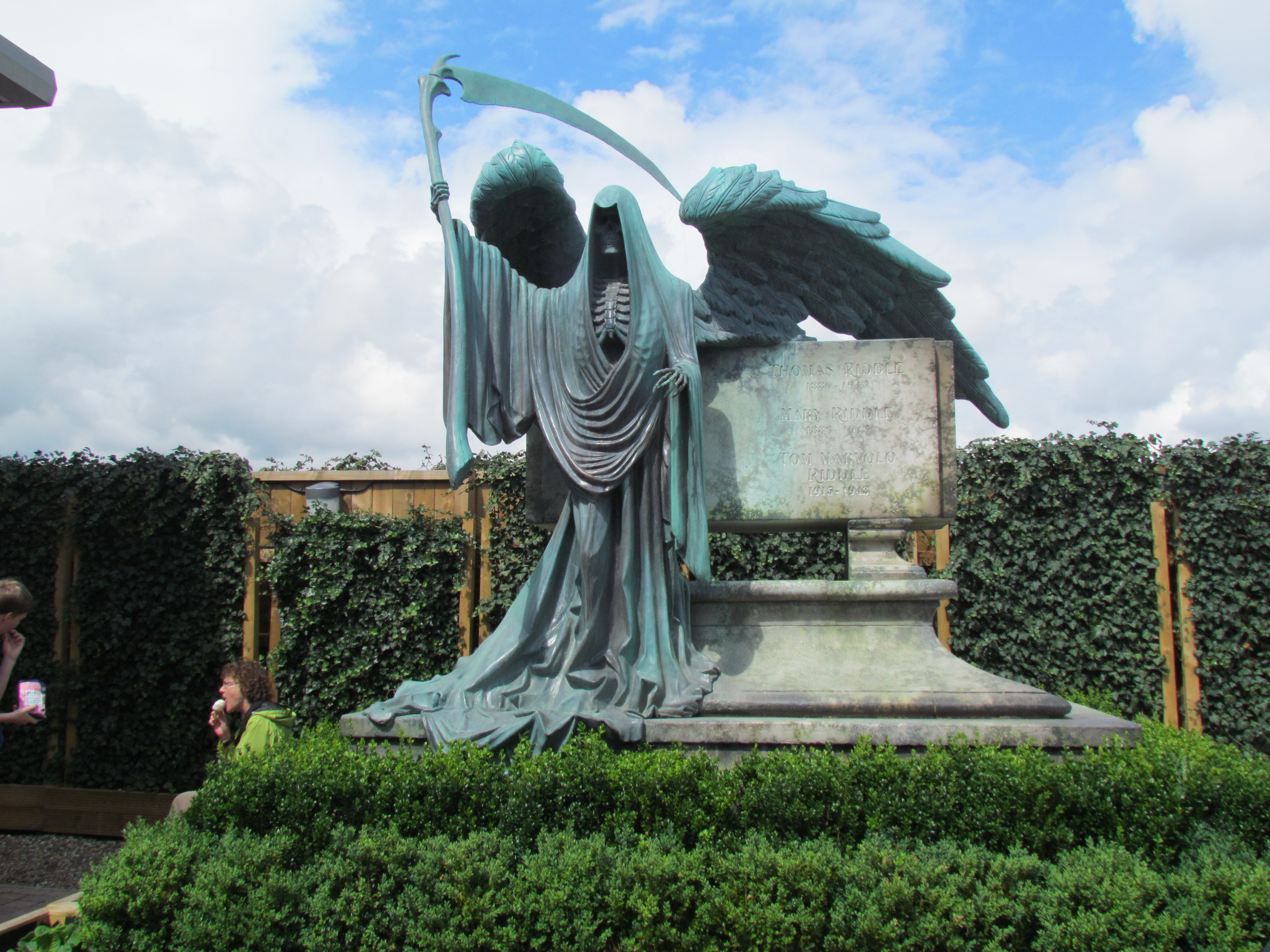
La pierre tombale de Tom Jedusor Senior, sur laquelle Harry est attaché dans le quatrième film.

Il se trouve que la coupe est en réalité un Portoloin ensorcelé qui transporte Harry et Cedric dans un cimetière. Peter Pettigrow apparaît et prépare une potion. Les évènements s'enchainent alors très rapidement. Cedric se fait tuer. Harry est ligoté sur une pierre tombale en marbre par Pettigrow sous les ordres d'une voix aiguë et glacée qui provient d'une chose informe que tient Pettigrow dans ses bras. Le serviteur récupère les ossements présents sous la pierre tombale où est ligoté Harry pour les verser dans la préparation, puis tranche ensuite sa propre main comme ingrédient supplémentaire. Enfin, il entaille Harry au bras avec un couteau afin de recueillir quelques gouttes de son sang, qu'il verse dans la potion pour achever le rituel. La potion se façonne et prend une forme humaine avec un visage maléfique aux yeux rouges et aux narines semblables à celles d'un serpent. Harry assiste impuissant à la renaissance de Lord Voldemort.
Voldemort explique à Harry qu'ils se trouvent dans le village où habitaient ses parents et que Harry est ligoté au-dessus de la tombe de son père. Il lui précise qu'il est né d'une mère sorcière et d'un père moldu et que celui-ci a quitté la mère de Voldemort lorsqu'elle lui a avoué sa vraie nature. La mère de Voldemort est morte en lui donnant la vie. On apprend que Voldemort a grandi dans un orphelinat et qu'il a tué son père pour se venger.
Les Mangemorts, dont Lucius Malefoy, sont convoqués et arrivent en transplanant. Voldemort les châtie et leur reproche pour certains d'entre eux de l'avoir abandonné, le croyant mort alors qu'il avait été réduit à un esprit errant pendant treize ans à la suite de la tentative d'assassinat de Harry étant bébé. Il leur révèle ses plans et leur explique également comment il est revenu à la vie. Il était réduit à moins qu'un esprit ou qu'un fantôme et avait survécu en prenant possession du corps des autres depuis que la mère de Harry s'était sacrifiée pour sauver son fils. Il est parvenu, grâce à Pettigrow, à piéger Bertha Jorkins, une employée du ministère de la Magie (dont seul Sirius Black semblait soucieux de sa mystérieuse disparition en début d'année), et à lui soutirer des informations essentielles sur l'organisation du Tournoi des Trois Sorciers.
Après son discours, Voldemort libère Harry et le défie en duel par simple jeu. Il finit par lui lancer le sortilège de l'Avada Kedavra tandis que Harry, au même moment, se défend en lançant le sortilège de désarmement. Les deux sorts, émanant des deux baguettes jumelles, se percutent en plein air et une puissante lumière jaillit de la collision. Des formes humaines et transparentes sortent de la lumière (phénomène du Priori Incantatum), sous le regard étonné de toutes les personnes présentes : il s'agit des anciennes victimes du Seigneur des Ténèbres, dont Cedric Diggory, Franck Bryce (le jardinier moldu), Bertha Jorkins et enfin, les parents de Harry (James et Lily Potter). La baguette de Harry, qui contient la même plume de phénix que celle de Voldemort, oblige celle du mage noir à régurgiter les sortilèges qu'elle a jetés en remontant le temps. Les fantômes ainsi réapparus soutiennent Harry et l'encouragent à ne pas perdre espoir. Le fantôme de Cedric Diggory lui demande de ramener son corps auprès de ses parents à Poudlard. Harry, au signal de ses parents, brise le lien des baguettes d'un geste vif au moment même où les fantômes encerclent Voldemort pour permettre à Harry de rester invisible durant quelques secondes avant de disparaître. Harry court et rejoint le cadavre de son camarade. Les Mangemorts tentent en vain de le stupéfixer. Alors que Voldemort n'est plus qu'à quelques mètres de lui, Harry lance un sort d'attraction sur le Portoloin et s'échappe de justesse.
De retour à Poudlard, Harry est profondément choqué et refuse de lâcher le corps de Cedric lorsque Dumbledore le rejoint et tente de le réconforter. Maugrey le prend en charge et l'emmène à l'écart de la foule qui s'est regroupée autour du cadavre. Harry lui raconte ce qui s'est produit mais Maugrey ne semble pas surpris. Harry comprend rapidement que c'est en réalité le professeur qui a mis son nom dans la Coupe de feu. Dumbledore, McGonagall et Rogue rejoignent Harry à temps pour empêcher Maugrey de le tuer. Dumbledore charge McGonagall d'aller trouver Sirius Black et Rogue de courir chercher du Veritaserum. Il ouvre ensuite la malle aux sept serrures de l'usurpateur et trouve le véritable Alastor Maugrey dans une fosse. Comme l'effet du Polynectar se dissipe, le faux Maugrey dévoile sa véritable identité : il s'agit du fils présumé mort de Mr Croupton, Bartemius Croupton Junior. Toute l'histoire est éclaircie grâce au Veritaserum apporté par Rogue.
Harry raconte les détails de ce qui s'est produit à Dumbledore et Sirius, puis est envoyé chez Madame Pomfresh, l'infirmière. Cornelius Fudge, le ministre de la magie, se dispute avec Dumbledore et refuse de croire que Voldemort est revenu. Par conséquent, il refuse de prendre les mesures nécessaires. Fudge, qui considère le fils Croupton comme fou et dangereux, décide de l'interroger, accompagné de deux détraqueurs qui aspirent alors son âme, ce qui empêche le mangemort de témoigner du retour de Voldemort. La fin de l'année approche. Durant le discours du grand banquet, Dumbledore évoque la mort de Cedric et met en garde les élèves contre le retour de Voldemort. Durant le trajet de retour à Londres, Hermione révèle qu'elle a capturé Rita Skeeter dans un bocal (sous une forme de scarabée). Hermione a découvert que la journaliste fouineuse était un Animagus non déclaré. Harry donne la somme d'argent remportée par sa victoire au tournoi à Fred et George pour leur permettre de financer leur boutique de farces et attrapes. Voldemort est de retour et Hagrid déclare solennellement qu'il faudra se préparer à l'affronter réellement.

## Chronologie
- Été 1994 : Lord Voldemort, attendant son heure dans la maison de son père, tue Frank Bryce, l'ancien jardinier des Jedusor. Harry, la famille Weasley et Hermione assistent à la finale de la Coupe du monde de Quidditch, opposant la Bulgarie à l'Irlande. Cette dernière gagnera le match. Le même soir, Bartemius Croupton Jr. fait apparaître la Marque des Ténèbres.
- 30 octobre 1994 : les délégations de Durmstrang et Beauxbâtons arrivent à Poudlard à 18 heures[9].
- 31 octobre[32] 1994 : la Coupe de feu désigne les trois champions pour une nouvelle édition du tournoi des Trois Sorciers confrontant les écoles de Poudlard, de Beauxbâtons et de Durmstrang. Pour la toute première fois, la Coupe désigne un quatrième champion : Harry Potter.
- 24 novembre[32] 1994 : première tâche du tournoi des Trois Sorciers, l'épreuve du dragon[13].
- 24 décembre 1994 (soirée) : Bal de Noël à Poudlard.
- 24 février[32] 1995 : seconde tâche du tournoi, l'épreuve du lac[20].
- Juin 1995 : Mort de Bartemius Croupton Sr. à Poudlard[33].
- 24 juin[32] 1995 : Mort de Cedric Diggory à l'âge de 17 ans et renaissance de Lord Voldemort après la troisième et dernière tâche du tournoi, l'épreuve du labyrinthe[25]. Duel au cimetière de Little Hangleton entre Harry et Voldemort. Dispute entre Dumbledore et le ministre de la Magie, Cornelius Fudge. Ce dernier refusant d'annoncer le retour de Voldemort auquel il ne veut pas croire.